# 폴 하드캐슬
폴 루이 하드캐슬(영어:  Paul Louis Hardcastle, 1957년 12월 10일 ~ )는 잉글랜드의 작곡가, 음악가, 프로듀서, 라디오 진행자, 멀티 인스트루멘털리스트이다. 1985년 영국 싱글 차트 1위에 오른 '19'라는 곡으로 가장 잘 알려져 있다.